# George Pearcy
George W. "Wig" Pearcy (Martinsville, Indiana, 2 de julio de 1919 - 14 de septiembre de 1992) fue un jugador de baloncesto estadounidense que disputó una temporada en la BAA. Con 1,85 metros de estatura, jugaba en la posición de base. Es hermano del también jugador profesional Henry Pearcy.

## Trayectoria deportiva

### Universidad
Jugó durante su etapa universitaria con los Sycamores de la Universidad Estatal de Indiana, siendo junto su hermano Henry y Harold Johnson los primeros de la historia de su universidad en debutar en la BAA o la NBA.

### Profesional
En 1946 fichó por los Detroit Falcons de la recién creada BAA, con los que disputó la única temporada del equipo en la liga, promediando 2,5 puntos por partido.

#### Estadísticas en la BAA

##### Temporada regular
| Temporada | Edad | Equipo          | Liga | Pos. | P  | TIT | MIN | TC  | TCA | %TC  | 3P | 3PA | %3P | TL  | TLA | %TL  | R.OF. | R.DEF. | REB | ASIS | ROB | TAP | PER | FP  | PTS |
| 1946-47   | 27   | Detroit Falcons | BAA  |      | 37 |     |     | 0.8 | 3.5 | .238 |    |     |     | 0.9 | 1.2 | .727 |       |        |     | 0.4  |     |     |     | 1.8 | 2.5 |
| Total     |      |                 | BAA  |      | 37 |     |     | 0.8 | 3.5 | .238 |    |     |     | 0.9 | 1.2 | .727 |       |        |     | 0.4  |     |     |     | 1.8 | 2.5 |